# Wladimir Iwanowitsch Smirnow

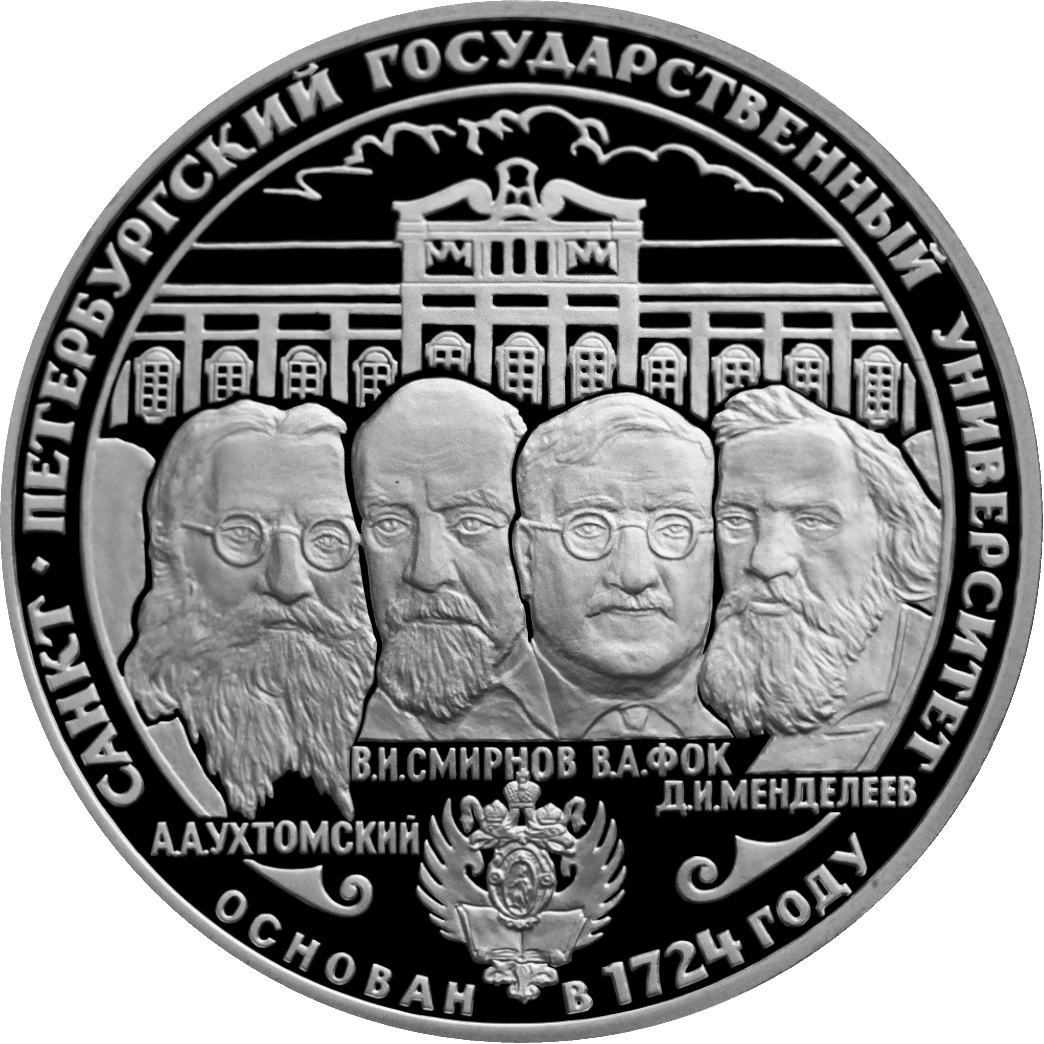
Wladimir Smirnow (2. v. l.) auf einer russischen Gedenkmünze (1999)

Wladimir Iwanowitsch Smirnow (russisch Владимир Иванович Смирнов, wiss. Transliteration Vladimir Ivanovič Smirnov; * 29. Maijul. / 10. Juni 1887greg. in Sankt Petersburg; † 11. Februar 1974 in Leningrad) war ein russisch-sowjetischer Mathematiker.

## Leben und Wirken
Smirnow gewann schon auf dem Gymnasium eine Goldmedaille in Mathematik. Seine Mitschüler waren u. a. Alexander Friedmann und Tamarkin, mit denen er befreundet war. Er studierte in St. Petersburg und machte 1910 seinen Abschluss. Seine Promotion erfolgte über Das Problem der Umkehrung linearer Differentialgleichungen mit vier singulären Punkten. Smirnow blieb noch weiter an der Universität, um eine akademische Karriere einzuschlagen. Mit Freunden bildete er 1911/12 einen Studienkreis, in dem sie die Werke von Édouard Goursat und Paul Appell über Mechanik und Analysis studierten. Ab 1912 lehrte Smirnow am Institut für Eisenbahningenieurwesen in St. Petersburg. 1915 wurde er Professor in Sankt Petersburg. 1919 bis 1922 lehrte er an der Universität von Simferopol in der Ukraine. Dann kehrte er nach St. Petersburg zurück, wo er 1921 den Lehrstuhl für Höhere Mathematik an der physikalischen Fakultät der Universität gründete. 1936 habilitierte er sich (russischer Doktortitel) und wurde Leiter des Instituts für Mathematik und Mechanik der Sowjetischen Akademie der Wissenschaften in Leningrad. Außerdem wurde er 1932 als korrespondierendes und 1943 als Vollmitglied in die Akademie der Wissenschaften der UdSSR gewählt. 1953 leitete er ein Leningrader Mathematisches Seminar, das teilweise als Ersatz für die Leningrader mathematische Gesellschaft war, die Ende der 1920er Jahre aus politischen Gründen aufgelöst wurde und dank Smirnows Einsatz 1959 neu gegründet wurde.
Sein fünfbändiger Lehrgang der höheren Mathematik ist ein Standardwerk für Ingenieure und Physiker. Den ersten Band schrieb er ursprünglich mit Tamarkin. Er wurde unter anderem ins Deutsche, Englische, Französische und Chinesische übersetzt.
Zuletzt schrieb er eine Geschichte der Mathematik in Leningrad (Sankt Petersburg). Wie er selbst meinte, bereitete ihm dies viel Freude und alles wäre logisch und klar gewesen, bis er sich seine eigene Dissertation vorgenommen hätte – da hätte er nichts mehr verstanden. Außerdem gab er die Werke von Tschebyschow, Ljapunow und anderen heraus.
Smirnow war universell gebildet und ein ausgezeichneter Klavierspieler, der auch Konzerte an der Universität gab. Zuletzt wohnte er in seiner Datscha in Komarowo am Finnischen Meerbusen.

## Schriften
- Lehrgang der höheren Mathematik. 5 Teile in 7 Teilbänden (= Hochschulbücher für Mathematik. Band 1–7). Deutscher Verlag der Wissenschaften, Berlin 1953 bis 1962 und spätere Auflagen, Harri Deutsch 1994 (in sieben Bänden)
  - Band I: Funktionale Abhängigkeit und Theorie der Grenzwerte, Ableitung und Integral, Reihen, Funktionen mehrerer Veränderlicher, komplexe Zahlen
  - Band II: Gewöhnliche Differentialgleichungen. Mehrfache Integrale, Kurvenintegrale, Uneigentliche Integrale. Vektoranalysis. Differentialgeometrie. Fourier-Reihen.  Partielle Differentialgleichungen.
  - Band III/1: Determinanten. Gleichungssysteme. Lineare Transformationen, Quadratische Formen. Gruppentheorie. Darstellungen.
  - Band III/2: Funktionentheorie. Konforme Abbildung. Funktionen mehrerer Veränderlicher. Lineare Differentialgleichungen. Spezielle Funktionen.
  - Band IV/1 und Band IV/2: Integralgleichungen. Variationsrechnung. Partielle Differentialgleichungen. Randwertprobleme.
  - Band V: Stieltjesches Integral. Lebesguesches Integral. Verallgemeinerung des Integralbegriffs. Hilbertscher Raum.